# Riemer Park

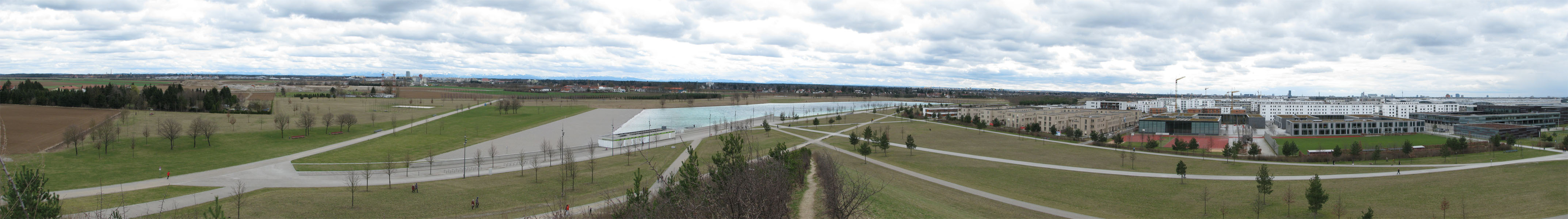
Riemer Park, vom Hügel aus gesehen

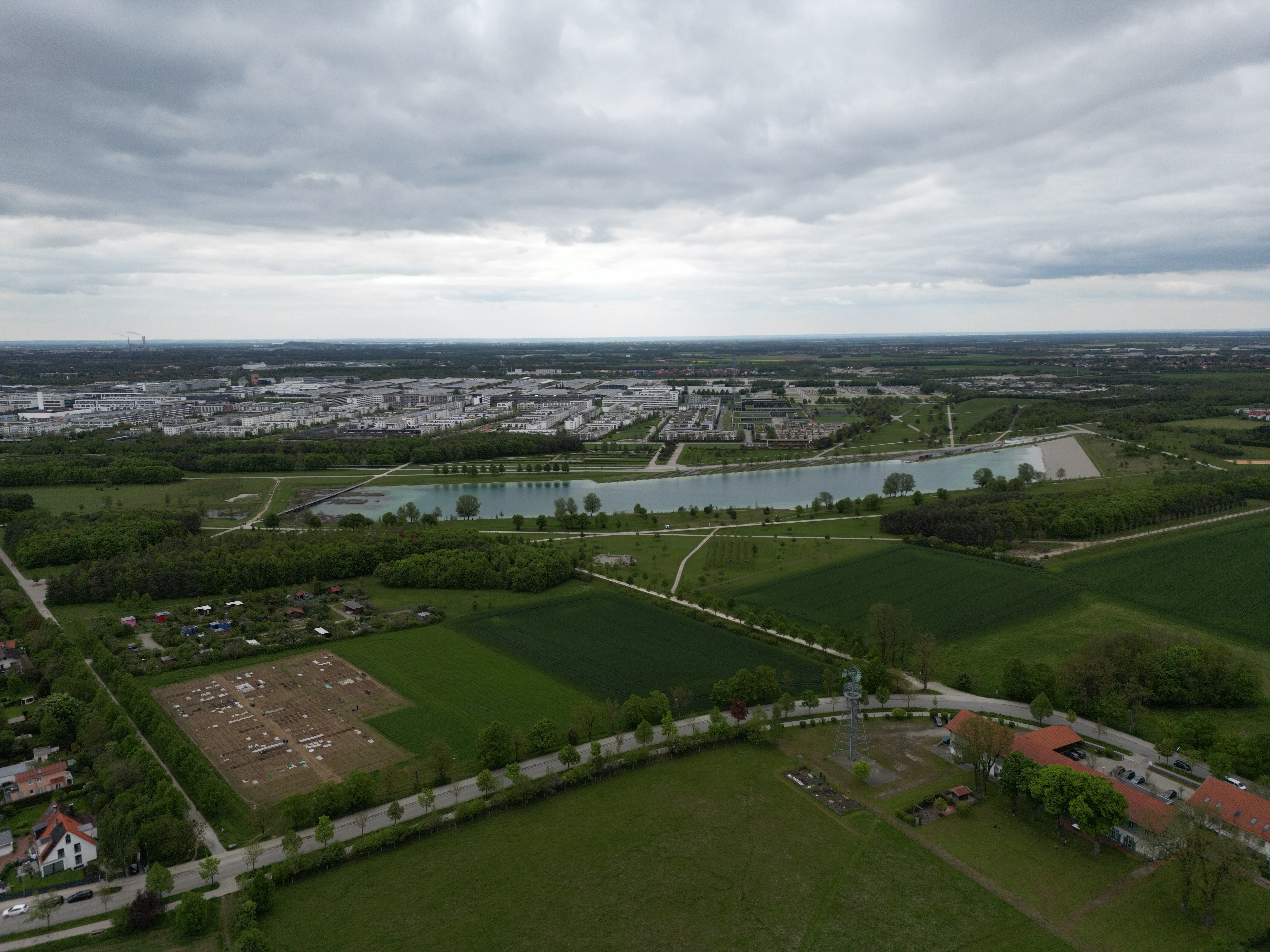
Riemer Park, Luftbild von Gronsdorf/Südost aus

Der Riemer Park (auch bekannt unter der Bezeichnung Landschaftspark Riem) ist ein ca. 210 Hektar großer Landschaftspark im Münchner Stadtteil Messestadt Riem auf dem Gelände des ehemaligen Flughafens München-Riem. Im Rahmen der Realisierung der Messestadt durch die MRG Münchner Raumentwicklungsgesellschaft mbH fand 1995 ein internationaler Ideen- und Realisierungswettbewerb statt. Den ersten Preis gewann der französische Landschaftsarchitekt Gilles Vexlard (Büro Latitude Nord, Paris). Gebaut wurde Münchens drittgrößte Parkanlage von 1997 bis 2005 mit einem Budget von 70,5 Millionen Euro.
Der künstlich angelegte 10 Hektar große Riemer See ist Teil des Parks. Aus dem Abbruchmaterial des ehemaligen Flughafens wurden zwei bis zu 20 Meter hohe künstliche Aussichts- und Rodelhügel aufgeschüttet. Etwas nordöstlich dieses Hügels befindet sich der Riemer Wald.
Auf dem Gelände und in unmittelbarer Nachbarschaft fand die Bundesgartenschau 2005 statt. Deshalb ist der Park auch unter dem Namen BUGA-Park bekannt.
Er erhielt 2005 den deutschen Landschaftsarchitekturpreis. Nach der Bundesgartenschau wurde er als drittgrößte Parkanlage der Landeshauptstadt München der Öffentlichkeit als Erholungsgebiet übergeben.
Im Riemer Park findet seit 2012 jährlich jeweils am letzten Sonntag im Oktober zur Winterzeitumstellung mit Start um Mitternacht der Münchner Bestzeitmarathon statt.

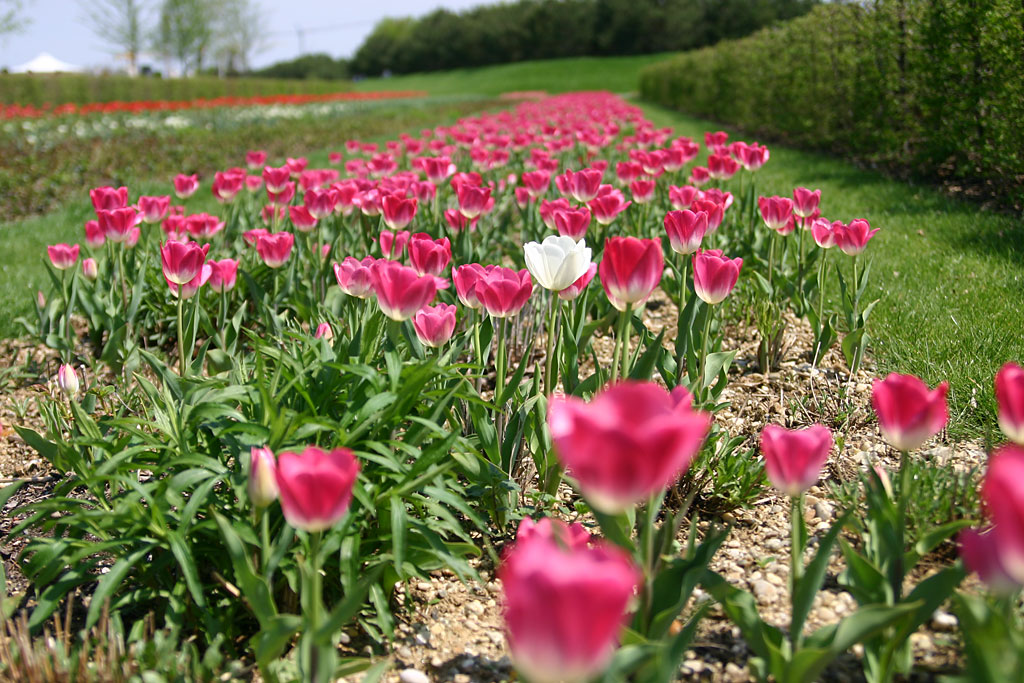
BUGA in München
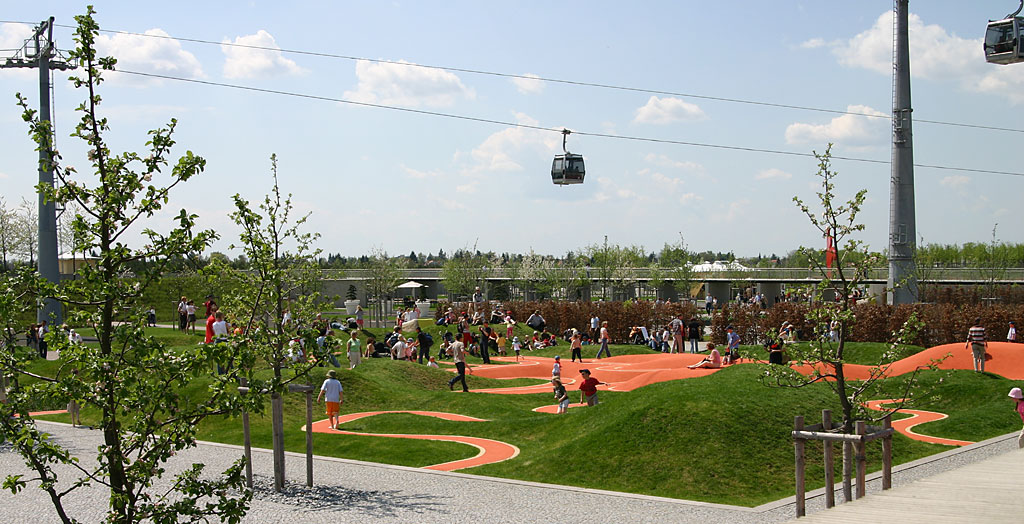
BUGA in München
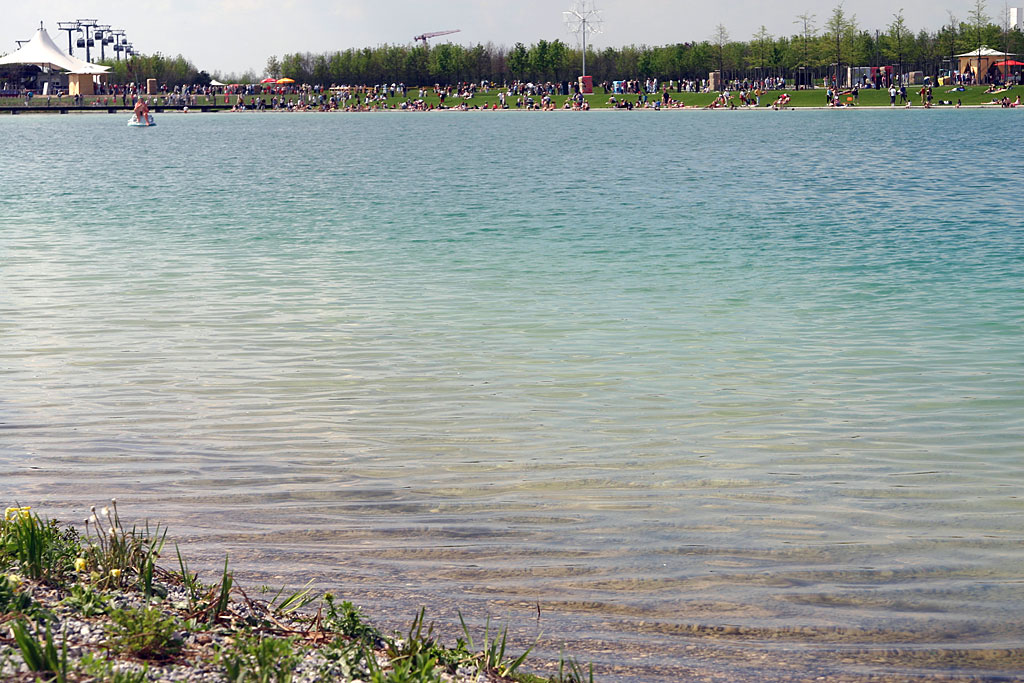
Riemer See
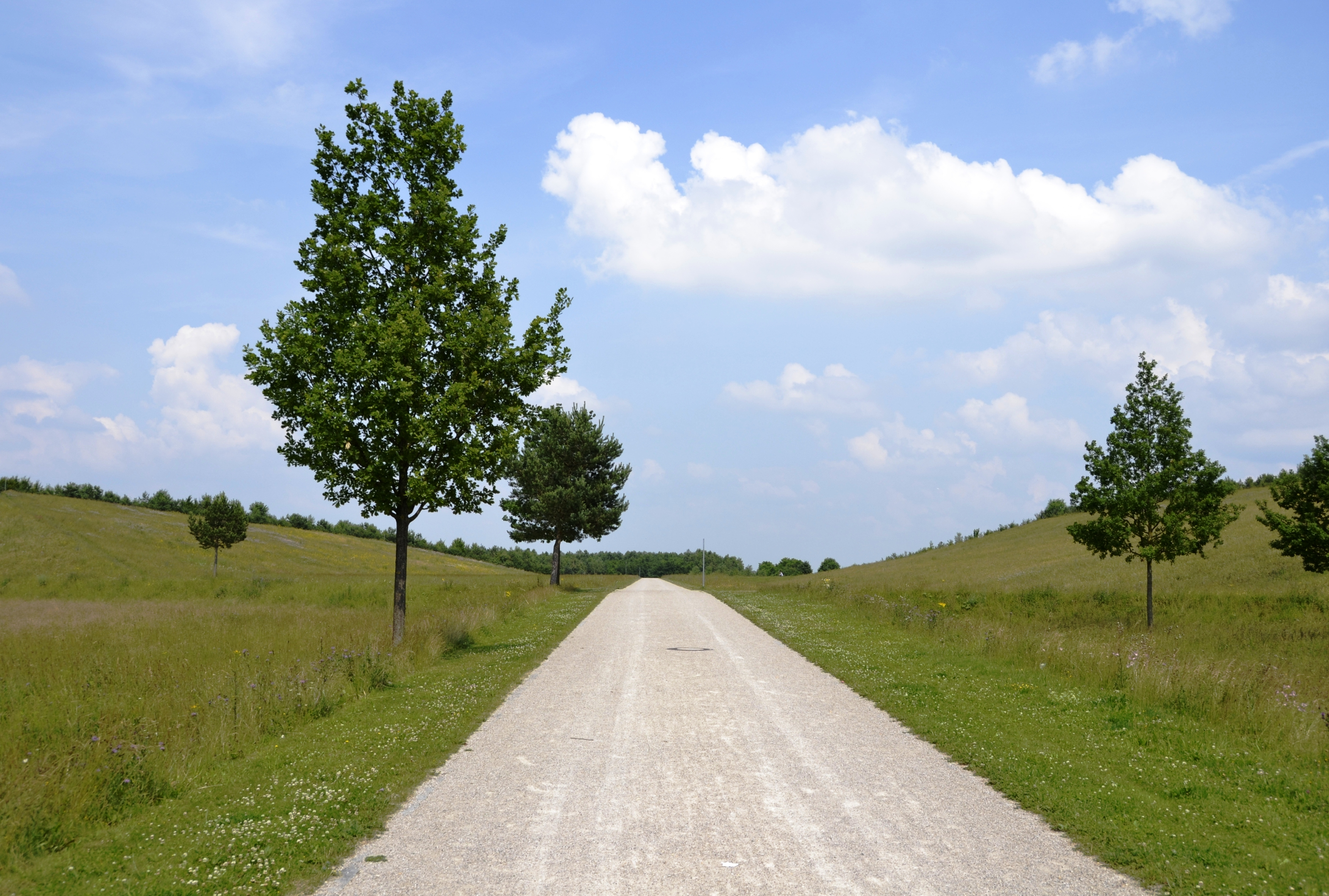
Gehweg im Park
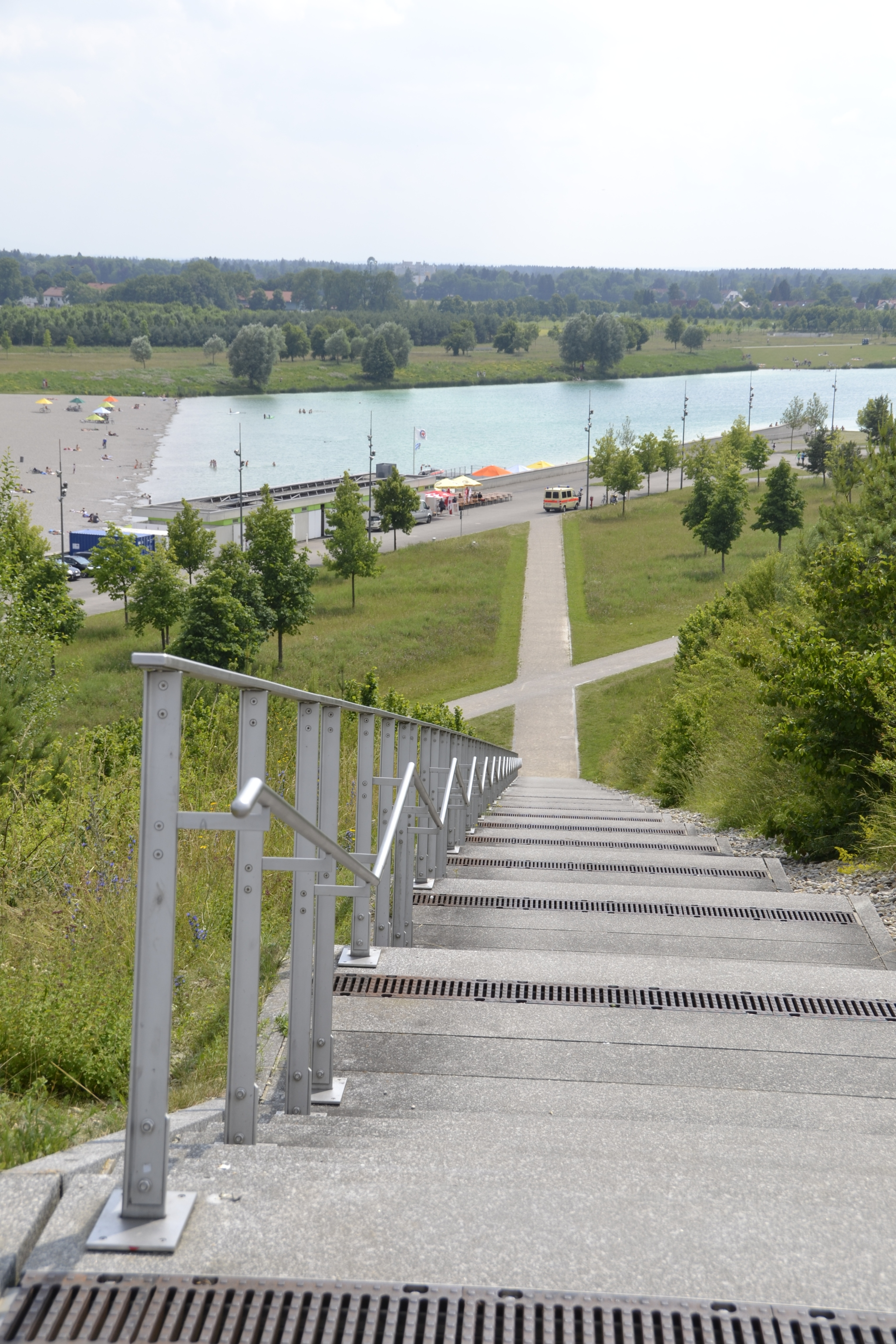
Weg zum See vom „Rodelhügel“ aus gesehen
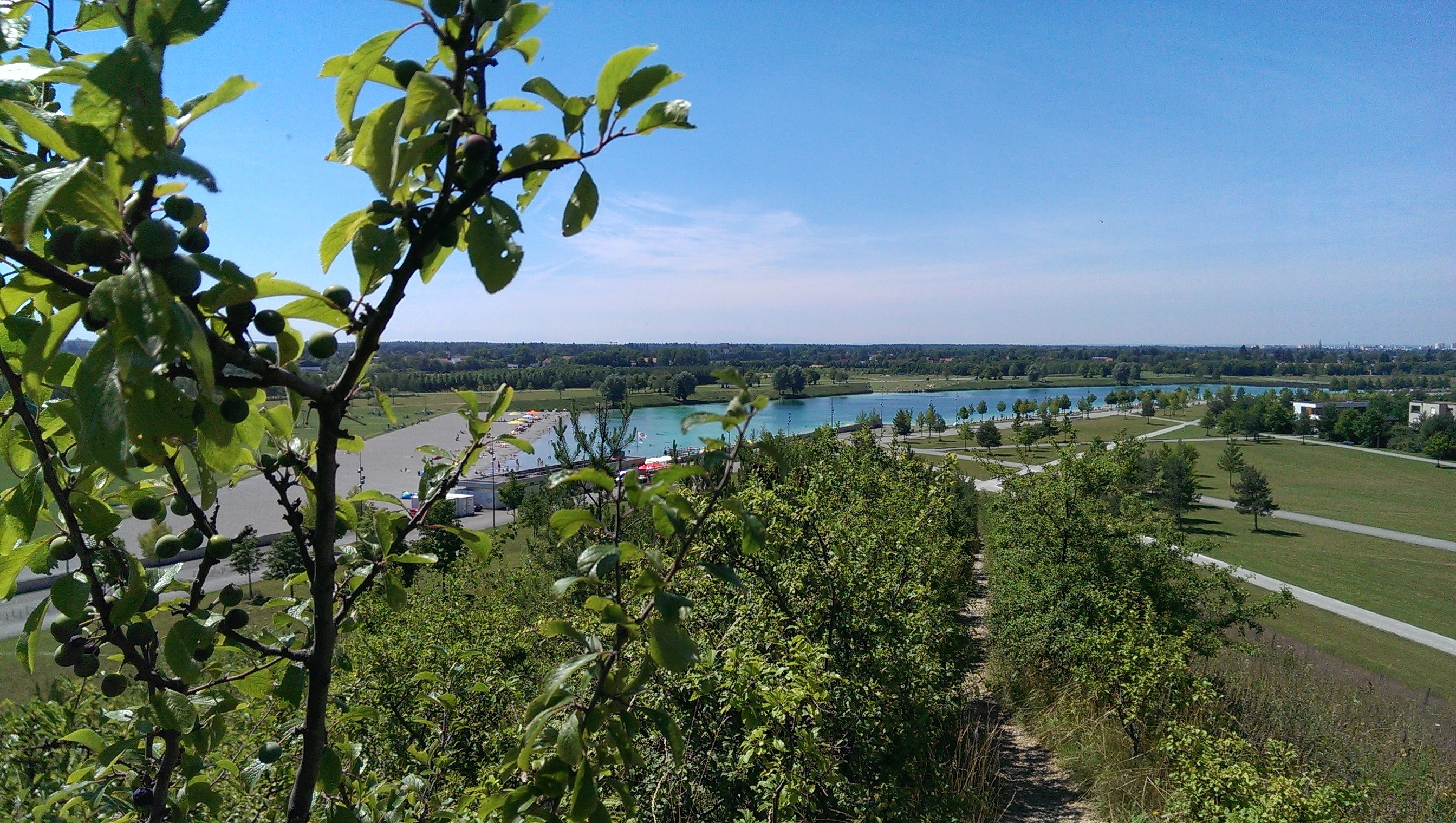
Riemer Park vom Bugahuegel aus fotografiert